# Oron (Szwajcaria)
Oron − miejscowość i gmina (commune) w zachodniej Szwajcarii, w kantonie Vaud, w okręgu (district) Lavaux-Oron. Leży nad rzeką Broye. Powstała 1 stycznia 2012 w wyniku połączenia gmin Bussigny-sur-Oron, Châtillens, Chesalles-sur-Oron, Ecoteaux, Oron-la-Ville, Oron-le-Châtel, Palézieux, Les Tavernes, Les Thioleyres i Vuibroye. 1 stycznia 2022 do gminy przyłączono gminę Essertes. 

## Demografia
W Oron mieszka 6114 osób. W 2022 roku 21,7% populacji gminy stanowiły osoby urodzone poza Szwajcarią.

## Transport
Przez teren gminy przebiegają drogi główne nr 151, nr 154 i nr 155. 